# Jeanne Lee
Jeanne Lee (New York, 1939. január 29. – Tijuana, 2000. október 25.) amerikai dzsesszénekesnő, költő, koreográfus. Lee számos kiváló zeneszerzővel és előadóval dolgozott együtt: Gunter Hampel, Andrew Cyrille, Ran Blake, Carla Bley, Anthony Braxton, Marion Brown, Archie Shepp, Mal Waldron, Mark Whitecage és még sokan mások.

## Pályakép
Jeanne Lee New Yorkban született. Édesapja, S. Alonzo Lee koncertező egyházi énekes volt, akinek munkássága már korán nagy hatással volt rá.
A Walden Schoolban, majd a Bard College-ban tanult, ahol gyermekpszichológiát, irodalmat és táncot tanult. A Bard College-ban   koreográfiát készített különféle klasszikus- és dzsesszszerzők darabjaihoz, Johann Sebastian Bachtól Arnold Schönbergig. 1961-ben diplomázott a Bard College-ban. Abban az évben duóban lépett fel az Apollo Színház Amatőr Éjszakájának versenyén Ran Blake zongoraművésszel és egy öregdiák társával.
Első lemezét 1961-ben vettél fel (The Newest Sound Around). Az album jelentős népszerűségre tett szert Európában (ahol Lee és Carla Bley turnézott), de az Amerikai Egyesült Államokban észrevétlen maradt.
Ekkoriban leginkább Abbey Lincoln volt rá hatással.
Az 1960-as évek közepén Lee a hangköltészetet (sound poetry), és a művészet egyéb multidiszciplináris eszközeit tanulmányozta.
Rövid ideig David Hazelton hangköltő felesége volt, és olyan költőknek  komponált zenét, mint Dick Higgins és Alison Knowles.
Az 1960-as évek végén visszatért a dzsesszhez, elkezdett fellépni és lemezfelvételeket készíteni, és hamarosan az egyik legérdekesebb és legkreatívabb művéssszé vált. Néhány évvel visszatérése után főszerepet játszott Carla Bley jelentős művében, az Escalator over the Hillben (1971). Olyan neves zenészekkel vett fel albumokat, mint Archie Shepp, Enrico Rava és Marion Brown.
1967-ben, amíg Európában tartózkodott, Lee kapcsolatba lépett Gunter Hampel vibrafonossal és zeneszerzővel, akihez végül összeházasodott.
Jeanne Lee 2000-ben bekövetkezett haláláig folytatta a fellépéseket és felvételek készítését. Utolsó éveiben a Jeanne Lee Ensemble-t vezette, amely a költészet, a zene és a tánc ötvözetét adta.
Oktatóként is aktív volt. 1972-től a New York-i Egyetemen, és különböző intézményekben tanított az Egyesült Államokban és Európában egyaránt. Számos  írást publikált a zenéről, valamint oktatási jellegű írásokat, köztük egy tankönyvet a dzsessz történetéről a 4-7. osztályosoknak.
Lee 2000-ben halt meg rákban a mexikói Tijuanában, 61 évesen.

## Lemezválogatás
- 1962: The Newest Sound Around
- 1972: Spirits
- 1972: Familie
- 1972: Town Hall 1972
- 1973: In These Last Days, poem composition
- 1974: Conspiracy
- 1976: Prayer for Our Time (dzsessz-oratórium)
- 1978: Oasis
- 1979: Nuba
- 1979: Freedom of the Universe
- 1984: Don't Freeze Yourself to Death Over There in Those Mountains
- 1992: You Stepped Out of a Cloud (mit Ran Blake)
- 1992: Natural Affinities
- 1993: Here and Now
- 1994: After Hours
- 1995: Travellin' In Soul-Time
- 1995: White Road Black Rain
- 1996: Duo (Gunter Hampellel)
- (?) La Conference des oiseaux, dzsesszopera
- (?) Emergence, öttételes szvit

## Filmek
- Jeanne Lee az IMDb-n